# الدوري النرويجي الممتاز 1999
الدوري النرويجي الممتاز 1999 (بالنرويجية: Tippeligaen 1999) هو الموسم 55 من  الدوري النرويجي الممتاز. أقيم خلال الفترة 10 أبريل 1999 وحتى 24 أكتوبر 1999، وكان عدد الأندية المشاركة فيه  14، وفاز فيه نادي روسنبورغ.